# Dècada del 550 aC

## Personatges importants
- 28 de setembre, 551 aC: Neix Confuci, filòsof xinès.
- Neix Milcíades el Jove, general atenenc (mort al 489 aC)
- Neix Epicarme, poeta grec. (Mort en el 460 aC)[1]